# Lương Gia Huy
Lương Gia Huy (phồn thể: 梁家輝; giản thể: 梁家辉; bính âm: Liáng Jiāhuī; tên tiếng Anh: Tony Leung Ka-fai; sinh ngày 1 tháng 2 năm 1958) là một diễn viên điện ảnh gạo cội người Hồng Kông.
Tên tiếng Anh của ông là Tony Leung, và để phân biệt với Lương Triều Vỹ, người ta thường gọi ông bằng biệt danh "Tony Lớn" (Big Tony).

## Sự nghiệp

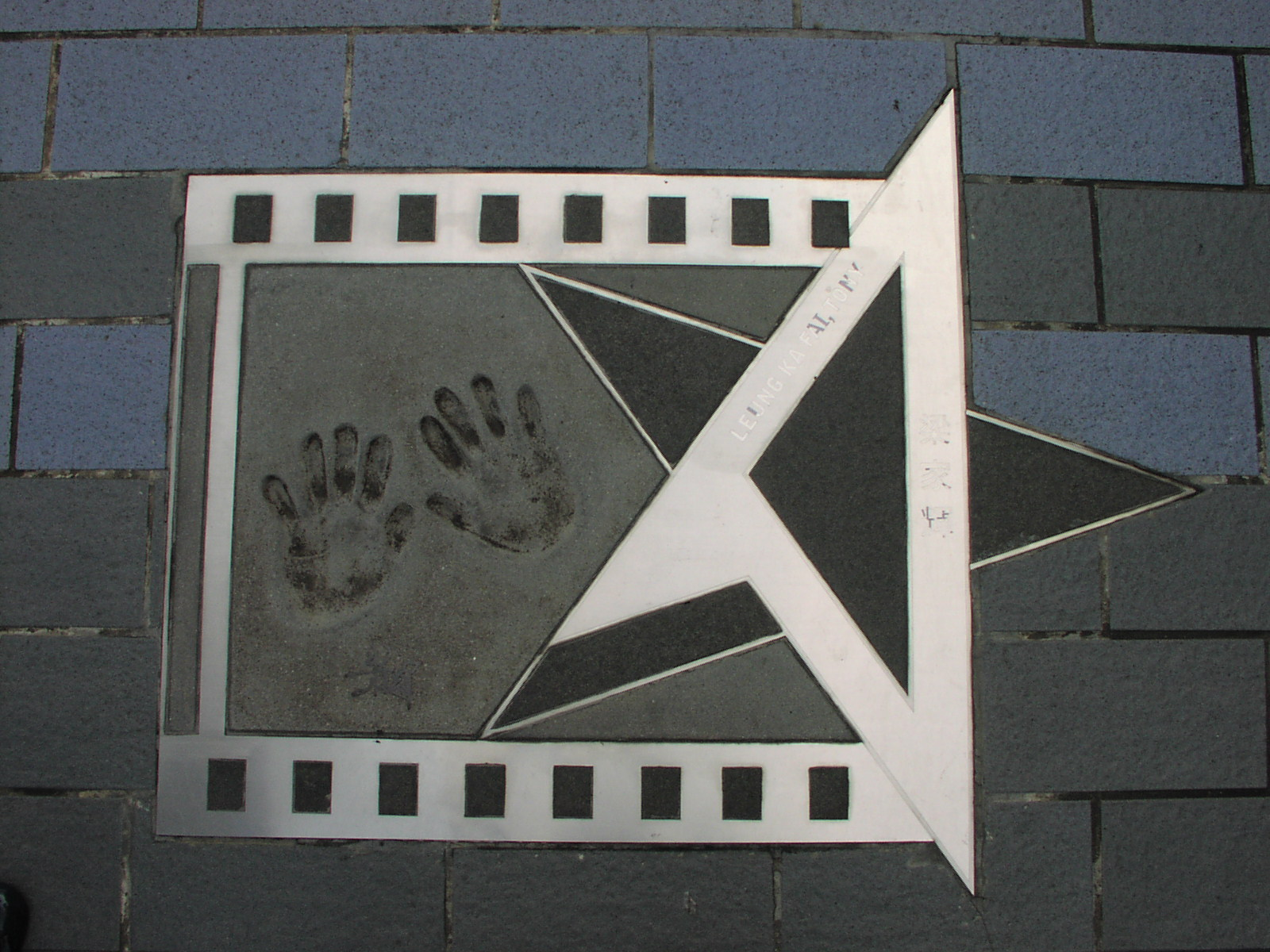
Ngôi sao và dấu tay của Lương Gia Huy tại Đại lộ Ngôi sao Hồng Kông.

Năm 1981, Lương Gia Huy đăng ký vào học viện đài TVB, trở thành học viên khóa này cùng lớp với Lưu Đức Hoa, người được xem là một diễn viên kỳ cựu của điện ảnh Hồng Kông với hơn 20 năm diễn xuất. Ông được đánh giá là phù hợp với những phim tình cảm. Lương từng bốn lần giành được giải Ảnh đế Kim Tượng (1984, 1993, 2006 và 2013).
Năm 1992, ông cùng nữ diễn viên Jane March đến Việt Nam để thực hiện cảnh quay cho bộ phim Người tình (L'Amant) của đạo diễn Jean-Jacques Annaud. Đây cũng là bộ phim đưa tên tuổi của Lương đến Hollywood, tại đây tuy không được hâm mộ như Thành Long nhưng khả năng diễn xuất đa dạng của ông luôn được khẳng định. Sau khi phim được ra mắt, nhiều người đã ca ngợi Lương Gia Huy lúc bấy giờ là "người Hồng Kông gợi tình nhất trên màn ảnh". Mặc dù phim vướng phải nhiều tranh cãi xoay quanh giữa nội dung và tuổi tác của hai diễn viên chính, ông đã tạo được tiếng vang tới khán giả ngoại quốc.
Năm 2002, ông đóng chung với Củng Lợi trong phim Chuyến tàu của Châu Ngư (Zhou Yu's train), sau đó còn tham gia nhiều phim trong và ngoài nước như Thần thoại, Lạc lối ở Bắc Kinh,...
Năm 2007, ông đoạt giải Nam diễn viên phụ xuất sắc nhất tại Giải Kim Mã với phim The Drummer.

## Đời tư
Lương Gia Huy đã kết hôn với vợ là Giang Gia Nhiên vào năm 1987. Họ có với nhau một cặp sinh đôi, "Nikki" Lương Tịnh Hy và "Chloe" Lương Dĩnh Thần, vào năm 1992. Cả hai cô con gái đều đã kết hôn và sinh con, với Nikkie kết hôn vào Tháng Mười hai Năm 2024 và Chloe kết hôn vào Tháng sáu Năm 2023. Cả hai cô con gái thường xuyên góp mặt trong các sự kiện có cha mình tham gia và thường xuyên đăng tải các hình ảnh bên cha mình trên mạng xã hội.

## Phim đã tham gia
| Năm  | Tựa đề phim                                                                            | Vai diễn                            | Ghi chú                                                                                             |
| ---- | -------------------------------------------------------------------------------------- | ----------------------------------- | --------------------------------------------------------------------------------------------------- |
| 1983 | Hoả Thiêu Viên Minh                                                                    | Hàm Phong đế                        | |
| 1983 | Thuỷ Liêm Thính Chánh                                                                  | Hàm Phong đế                        | Đề cử giải Nam diễn viên xuất sắc nhất và Diễn viên mới xuất sắc nhất tại Hong Kong Award           |
| 1984 | Quỷ Tuyến Nhân                                                                         | Thám tử Tang                        | |
| 1984 | Cherie (Tuyết Nhi)                                                                     | Hua                                 | |
| 1987 | Anh Hùng Của Nhân Dân (People's Hero)                                                  | Đội trưởng Trần                     | |
| 1987 | Đoạt Mệnh Giai Nhân (Lady in Black)                                                    | Trần Kiến Sanh                      | |
| 1987 | Giam Ngục Phong Vân (Prison on Fire 1)                                                 | Lô Gia Diệu / 51910                 | |
| 1988 | Thiên La Địa Võng (Gunmen)                                                             | Đinh Quân Bích                      | |
| 1989 | Tam Lang Kỳ Án (Sentence To Hang)                                                      | Li Wai                              | Dựa trên câu chuyện có thật                                                                         |
| 1989 | Anh Hùng Bản Sắc 3 - Tịch Dương Chi Ca (A Better Tomorrow 3)                           | Trương Chí Dân                      | Em họ của Mark Gor (Châu Nhuận Phát thủ vai), một tù nhân Hồng Kông. Bộ phim được quay tại Việt Nam |
| 1990 | Biểu Thư Nhĩ Dã (Her Fatal Ways)                                                       | Ngũ Vệ Quốc                         | |
| 1990 | Ái Tại Biệt Hương Đích Quý Tiệt (Farewell China)                                       | Châu Nam Sinh                       | |
| 1991 | Hoả Thiêu Đảo (Island of Fire)                                                         | Huỳnh Vĩ / Andy                     | |
| 1991 | Quỷ Can Bộ (Red and Black)                                                             | Lương Quốc Đống                     | |
| 1991 | Hôn Nhân Vật Ngữ (This Thing Called Love)                                              | Triệu Nhân                          | |
| 1991 | Hà Nhật Quân Tái Lai (Au Revoir, Mon Amour)                                            | Lương Sâm                           | |
| 1991 | Tài Thúc Chi Hoàng Tảo Thiên Quân (The Raid)                                           | Bản Viên Chính                      | |
| 1991 | Lam Sắc Tích Lịch Hoả (Blue Lightning)                                                 | Trình Hy                            | |
| 1991 | Ký Vương (King of Chess)                                                               | Vương Nhất Sinh                     | Đề cử giải Nam Diễn viên xuất sắc nhất tại Hong Kong Award Lương Gia Huy đồng biên kịch.            |
| 1991 | Hảo Môn Dạ Yến (The Banquet)                                                           | A Huy                               | |
| 1991 | Nguyễn Linh Ngọc (Center Stage)                                                        | Thái Sở Sanh                        | Dựa trên câu chuyện có thật                                                                         |
| 1992 | Tân Long Môn Khách Sạn (New Dragon Gate Inn)                                           | Châu Hoài Yên                       | |
| 1992 | Người Tình (The Lover)                                                                 | Người đàn ông Trung Hoa (China Man) | Đóng cùng diễn viên Jane March                                                                      |
| 1992 | Hoàng Phi Hồng: Tiểu Truyện (Once Upon A Time, A Hero In China)                        | Thạch Kiên                          | |
| 1992 | 92 Hắc Mai Khôi Đối Hắc Mai Khôi (92 Legendary La Rose Noire)                          | Lã Cơ                               | Đoạt giải Nam diễn viên chính xuất sắc nhất tại Hong Kong Award                                     |
| 1993 | Anh Hùng Xạ Điêu - Chi Đông Thành Tây Tựu Truyện (The Eagle Shooting Heroes)           | Đoàn Trí Hưng / Pierre              | |
| 1993 | Phong Trần Tam Hiệp (Tom, Dick and Hairy)                                              | Trình Nhân / Dick                   | |
| 1993 | Mai Khôi, Anh Yêu Em (Rose Rose I Love You)                                            | Luơng Tinh Ba / Keith               | |
| 1993 | Thần Kính Đao Phi Thiên Miêu (The Flying Daggers)                                      | Đại Phi Đao Hàn Xung                | |
| 1993 | Thiên Vuơng Tình Nhân (Lover of the Swindler)                                          | Michael                             | |
| 1993 | Thiên Thai Đế Nguyệt Quang (A Roof With a View)                                        | Lưu Chính Văn                       | |
| 1993 | Chí Tôn Tam Thập Lục Kê Chi Du Thiên Hoán Nhật (Perfect Exchange)                      | Chung Sở Hùng                       | |
| 1993 | Hắc Báo Thiên Hạ (The Black Panther Warriors)                                          | Mãng Ba Huy / Mo Po                 | |
| 1993 | Nhân Bỉ Đăng Lung (Ghost Lantern)                                                      | A Huy (Luật sư)                     | Đóng cùng Khâu Thục Trinh (thủ vai Tiểu Phù Dung)                                                   |
| 1993 | Tân Nạn Huynh Đệ (He Ain't Heavy, He's My Father)                                      | Sở Phàm                             | |
| 1994 | Thần Bài Trở Lại (God of Gamblers: The Return)                                         | Tiểu Phuơng Phuơng / Kèn Nhỏ        | |
| 1994 | Thái Phú Chi Gia (It's a Wonderful Life)                                               | Cầu Quý                             | |
| 1994 | Thần Long Đổ Thánh Chi Kỳ Khai Đắc Khánh (Always Be The Winner)                        | Hứa Văn Long                        | |
| 1994 | Niên Niên Hữu Kim Nhật (I Will Wait For You)                                           | Chung Hữu Thành                     | |
| 1994 | Tỷ Muội Tình Thâm (He and She)                                                         | A Giai                              | |
| 1994 | Cẩm Tú Tiền Trình (Long and Winding Road)                                              | Nguyễn Thế Sinh                     | |
| 1994 | Tân Biên Duyên Nhân (To Live and Die in Tsimshatshui)                                  | Nãi Huỳnh Huy                       | |
| 1994 | Đông Tà Tây Độc (Ashes of Time)                                                        | Hoàng Dược Sư                       | Vai phụ                                                                                             |
| 1995 | Tư Hi Bí Mật Sinh Hoạt (Lover Of The Last Empress)                                     | Thái tử Châu Tử Thông               | |
| 1995 | Nhất Thiên Linh, Nhất Dịch Chi, Mộng Trung Nhân (Dream Lover)                          | Truơng Gia Thành                    | |
| 1995 | Nam Kinh Để Cơ Đốc (The Christ Of Nanjing)                                             | Okagawa Ryuichiro                   | |
| 1995 | Cuồng Dã Sinh Tử Luyến (A Touch of Evil)                                               | Liang Shao                          | |
| 1996 | Nhân Ước Hoàng Hôn (Meeting in The Dark)                                               | Ký Giả                              | |
| 1997 | Xung Thượng Cửu Trùng Thiên (Destination 9th Heaven)                                   | Chiang Shan                         | |
| 1997 | Hắc Kim (Island of Greed)                                                              | Châu Triều Tiến                     | |
| 1999 | Mục Lộ Hung Quang (Victim)                                                             | Pit Kwan                            | |
| 2000 | Luyến Chiến Trùng Mẫn (Okinawa Rendez-vous)                                            | La Hoành Đạt                        | |
| 2000 | Giang Hồ Cáo Cấp (Jiang Hu - The Triad Zone)                                           | Nhậm Nhân Cửu                       | |
| 2002 | Song Đồng (Double Vision)                                                              | Huỳnh Hỏa Thổ                       | |
| 2002 | Châu Ngư Đích Hỏa Xa (Zhou Yu's Train)                                                 | Trần Sảnh                           | |
| 2003 | Tuyệt Chủng Thiết Kim Cuơng (Spy Dad)                                                  | Jones Bon                           | |
| 2003 | 20 40 30                                                                               | Truơng Thế Kiệt / Jerry             | |
| 2004 | Giá Cá A Bà, Chân Bọc Trác (PaPa Loves You)                                            | Nhậm Mộ Anh                         | |
| 2004 | Nhu Đáo Long Hổ Báng (Throw Down)                                                      | Lý Á Cuơng                          | |
| 2004 | Giảo Tử (Dumplings)                                                                    | Ông Lý                              | |
| 2005 | Hắc Xã Hội (Election)                                                                  | Đại D / Big D                       | |
| 2005 | Tràng Hận Ca (Everlasting Regret)                                                      | Trình Sĩ Lạc                        | |
| 2007 | Căn Tung (Eye in The Sky)                                                              | Trần Trọng Sơn                      | |
| 2007 | Tâm Tưởng Sự Thành (It's A Wonderful Life)                                             | Tất Tú Cưong                        | |
| 2007 | Tần Quả (Lost in Beijing)                                                              | Lâm Đồng                            | |
| 2009 | Kim Tiền Đế Quốc (I Corrupt All Cops)                                                  | Từ Lạc Công                         | |
| 2009 | Thập Nguyệt Vi Thành (Bodyguards and Assassins)                                        | Tần Thiếu Bạch                      | |
| 2010 | Lý Tiểu Long (Bruce Lee, My Brother)                                                   | Lý Hải Toàn                         | |
| 2011 | Đoạt Mệnh Tâm Đào (The Devil Inside Me)                                                | Tưởng Mục                           | |
| 2011 | Biến Địa Lang Yên (Cold Steel)                                                         | Bài Trường Mãnh Tử                  | |
| 2012 | Thái Cực 1                                                                             | Trần Trưởng Hưng                    | |
| 2012 | Thái Cực 2                                                                             | Trần Trưởng Hưng                    | |
| 2012 | Hàn Chiến 1 (Cold War 1)                                                               | Lý Văn Bân / Waise M. B. Lee        | |
| 2014 | Bắc Kinh Ái Tình Cố Sự (Beijing Love Story)                                            | Lưu Huân                            | |
| 2014 | Đạo Mã Ký (Horseplay)                                                                  | Lý Đán                              | |
| 2014 | Trí Thủ Oai Hổ Sơn (The Taking of Tiger Mountain)                                      | Thôi Tam Gia                        | |
| 2016 | Băng Hà Truy Hung (Lost In White)                                                      | Châu Bằng                           | |
| 2016 | Hàn Chiến 2 (Cold War 2)                                                               | Lý Văn Bân / Waise M. B. Lee        | |
| 2019 | Truy Long 2: Tặc Vương (Chasing the Dragon 2)                                          | Long Chí Cường                      | |
| 2019 | Thâm Dạ Thực Đường (Midnight Dinner)                                                   | Đại Thúc                            | Luơng Gia Huy đồng đạo diễn                                                                         |
| 2021 | Truy Hổ Cầm Long (Once Upon a Time in Hong Kong)                                       | Ngũ Thế Hào                         | |
| 2023 | Anh Yêu Em ! (Love Never Ends)                                                         | Tạ Định Sơn                         | |
| 2025 | Anh Hùng Xạ Điêu: Đại Giả Chi Hiệp Truyện (Legends of the Condor Heroes: The Gallants) | Âu Duơng Phong                      | |
| 2025 | Phong Lâm Hỏa Sơn (Sons of the Neon Night)                                             | Nhà tâm lý học                      | |

## Giải thưởng
- Giải thưởng Điện ảnh Hồng Kông

- Diễn viên chính xuất sắc nhất
Hắc xã hội (2005)
92 Legendary La Rose Noire (1993)
Reign Behind the Curtain (1984)
-Diễn viên phụ xuất sắc nhất
Men Suddenly in Black (2004)
- Giải thưởng Hiệp hội Phê bình Điện ảnh Hồng Kông

-Diễn viên chính xuất sắc nhất
Trường hận ca (2005)
- Giải Kim Mã

-Diễn viên phụ xuất sắc nhất
Vết chân (2007)